# Deutscher Lebertag
Der Deutsche Lebertag ist ein Gesundheitstag, der in der Bundesrepublik Deutschland jährlich am 20. November stattfindet.
Ziel des Deutschen Lebertages ist es, die Bevölkerung über mögliche Ursachen, Verlauf, Therapie und Verhütung von Leberkrankheiten zu informieren. Langfristig soll dies zu einer besseren Früherkennung und rechtzeitigen Behandlung von Leberkrankheiten führen.

## Hintergrund
Es sind mittlerweile annähernd 100 verschiedene Leberkrankheiten bekannt und alleine in Deutschland sind laut Schätzungen der WHO mehrere Millionen Menschen betroffen. Viele Leberkrankheiten sind im frühen Stadium gut behandelbar. Da eindeutige Symptome jedoch oft ausbleiben, werden viele Leberkrankheiten erst spät erkannt. Unabhängig von der Ursache haben viele Leberkrankheiten die Leberzirrhose und Leberkrebs als gemeinsames Endstadium.

## Ausrichter
Der Deutsche Lebertag wurde im Jahre 1999 von der Gastro-Liga e.V. ins Leben gerufen. Die aktuellen Ausrichter des Deutschen Lebertages sind die Gastro-Liga e.V., die Deutsche Leberstiftung und die Deutsche Leberhilfe e.V.
Im Rahmen dieses Tages finden an verschiedenen Orten Veranstaltungen wie Arzt-Patienten-Seminare, öffentliche Lebertestaktionen und Expertensprechstunden statt. 2019 fand der 20. Lebertag statt.